# FK Älmeboda/Linneryd
Fotbollsklubben Älmeboda/Linneryd är sedan 1994 en sammanslagning av Linneryds AIF (grundad 1935) och Älmeboda IF (grundad 1943). Redan långt dessförinnan hade det förstås spelats "byafotboll" på ängar och betesvallar i de två grannsocknarna. Att den nya klubbens namn gav företräde åt Älmeboda var helt enkelt ett förbundskrav då Älmeboda IF vid sammanslagningen hade en högre position i seriesystemet än Linneryds AIF.
1977 hade Älmeboda IF skapat rubriker i pressen. "Kometlaget", som man kallades, vann 1976 division 5 för att året därpå gå rakt igenom "fyran". Lilla Älmeboda var i division 3 - med dagens seriesystem likvärdigt med division 2.
I mångt och mycket är det den kultur som då grundades som återspeglas i FK Älmeboda/Linneryds något överraskande avancemang (2006/07) till division 2. Många som var med som spelare under framgångsåren på 1970-talet har nu söner, bror- och systersöner och/eller andra närstående i laget. Betecknande för den familjära andan och tillväxten i klubben är att i det gäng som 2004 vann division 4, 2005 division 4 Elit och 2006 division 3 var inte mindre än 17 spelare egna produkter. Familjebanden är för övrigt påtagliga också i det damlag som 2006 kvalade sig upp till division 3.
Befolkningsunderlaget i glesbygdssocknar som Linneryd och Älmeboda har varit sviktande i årtionden. Det var också den främsta anledningen till 1994 års sammanslagning. Efterhand har FK Älmeboda/Linneryd, av samma orsaker, etablerat ett samarbete, främst på dam- och ungdomssidan, med Konga SK, vilket avslutades på 2010-talet. Från 2020 har man samarbete med Tingsryd United i åldersgruppen P09.
På ungdomssidan har föreningen växt till sig efter att några år helt legat nere. Nu har man ett flertal ungdomslag. 
2018 vann FK Älmeboda/Linneryds A-lag div 3 och spelade div 2 fotboll 2019/20 och 2020/21
2023 spelade FK Älmeboda/Linneryds A-lag i div 3.
Huvudtränare är förre Österspelaren Elmin Nurkić som bl.a. varit proffs. Vidare har man Muamer Makic som sportslig ansvarig (sportchef).